# Coppa Italia di calcio da tavolo 1998
La decima Coppa Italia di calcio da tavolo venne organizzata dalla F.I.S.C.T. a Firenze il 12 e 13 dicembre 1998. La gara fu suddivisa nella categoria "Master", per i primi 24 giocatori del "Ranking Italia", e nella competizione per squadre di Club.

## Medagliere
| Pos. | Regione        |   |   |   | Totale |
| ---- | -------------- | - | - | - | ------ |
| 1    | Lazio          | 1 | 0 | 1 | 2      |
| 2    | Veneto         | 1 | 0 | 0 | 1      |
| 3    | Emilia-Romagna | 0 | 1 | 0 | 1      |
| -    | Toscana        | 0 | 1 | 0 | 1      |
| 5    | Umbria         | 0 | 0 | 2 | 2      |
| 6    | Campania       | 0 | 0 | 1 | 1      |

## Risultati

### Categoria Master

#### Girone A
- Giancarlo Giulianini - Filippo Filippella 1-1
- Giancarlo Giulianini - Fabrizio Sonnino 1-1
- Filippo Filippella - Fabrizio Sonnino 2-1

#### Girone B
- Stefano De Francesco - Eric Benvenuto 3-2
- Stefano De Francesco - Andrea Di Vincenzo 4-3
- Eric Benvenuto - Andrea Di Vincenzo 1-0

#### Girone C
- Roberto Iacovich - Vincenzo Varriale 1-1
- Roberto Iacovich - Daniele Gamba 1-0
- Vincenzo Varriale - Daniele Gamba 5-1

#### Girone D
- Massimo Bolognino - Giorgio Proietti 1-1
- Massimo Bolognino - Efrem Intra 3-1
- Giorgio Proietti - Efrem Intra 2-2

#### Girone E
- Morgan Croce - Andrea Casentini 1-3
- Andrea Casentini - Alessandro Toni 1-0
- Morgan Croce - Alessandro Toni 3-1

#### Girone F
- Gianluca Galeazzi - Lorenzo Pinto 1-3
- Gianluca Galeazzi - Yari Intra 0-1
- Lorenzo Pinto - Yari Intra 3-1

#### Girone G
- Stefano Scagni - Francesco Mattiangeli 3-1
- Stefano Scagni - Saverio Bari 1-1
- Saverio Bari - Francesco Mattiangeli 0-2

#### Girone H
- Alessandro Mastropasqua - Matteo Suffritti 4-0
- Alessandro Mastropasqua - Mario Corradi 1-1
- Mario Corradi - Matteo Suffritti 5-3

#### Ottavi di finale
- Filippo Filippella - Roberto Iacovich 0-1 d.t.s.
- Stefano De Francesco - Giorgio Proietti 2-1 d.t.s.
- Vincenzo Varriale - Giancarlo Giulianini 0-2
- Massimo Bolognino - Eric Benvenuto 4-0
- Andrea Casentini - Francesco Mattiangeli 4-1
- Lorenzo Pinto - Mario Corradi 1-2 d.t.s.
- Stefano Scagni - Morgan Croce 2-5
- Alessandro Mastropasqua - Yari Intra 2-1 d.t.s.

#### Quarti di finale
- Stefano De Francesco - Roberto Iacovich 1-0 d.t.s.
- Massimo Bolognino - Giancarlo Giulianini 1-2 d.t.s.
- Andrea Casentini - Mario Corradi 2-1
- Alessandro Mastropasqua - Morgan Croce 6-5 d.c.p.

#### Semifinali
- Stefano De Francesco - Giancarlo Giulianini 2-3 d.t.s.
- Alessandro Mastropasqua - Andrea Casentini 2-1

#### Finale
- Alessandro Mastropasqua - Giancarlo Giulianini 3-2 d.t.s.

### Categoria Squadre

#### Girone A
- S.C. Virtus 4 strade Rieti - T.S.C. Black Rose '98 Roma 2-0
- T.S.C. Stella Artois Milano - S.C. Bergamo 3-0
- S.C. Bergamo - T.S.C. Black Rose '98 Roma 3-0
- T.S.C. Stella Artois Milano - S.C. Virtus 4 strade Rieti 3-0
- S.C. Virtus 4 strade Rieti - S.C. Bergamo 2-2
- T.S.C. Stella Artois Milano - T.S.C. Black Rose '98 Roma 4-0

#### Girone B
- S.C. Panamà Faenza - T.S.C. Latina 0-3
- C.C.T. Black&Blue Pisa - C.C.T. Bullets Arezzo 3-1
- C.C.T. Black&Blue Pisa - S.C. Panamà Faenza 3-1
- C.C.T. Bullets Arezzo - T.S.C. Latina 0-3
- S.C. Panamà Faenza - C.C.T. Bullets Arezzo 0-2
- C.C.T. Black&Blue Pisa - T.S.C. Latina 1-0

#### Girone C
- A.S. Serenissima '90 - A.C.S. Perugia 1-1
- A.C.S. Perugia - S.C. Kirby's Roma 2-0
- A.S. Serenissima '90 - S.C. Kirby's Roma 2-1

#### Girone D
- S.C. Benevento - S.C. La Miniatura Roma 3-1
- S.C. Benevento - S.C. Casamassima 4-0
- S.C. Casamassima - S.C. La Miniatura Roma 0-3

#### Quarti di finale
- S.C. Benevento - A.S. Serenissima '90 3-1
- T.S.C. Stella Artois Milano - T.S.C. Latina 1-2
- A.C.S. Perugia - S.C. La Miniatura Roma 2-1
- C.C.T. Black&Blue Pisa - S.C. Bergamo 2-0

#### Semifinali
- C.C.T. Black&Blue Pisa - A.C.S. Perugia 1-0
- T.S.C. Latina - S.C. Benevento 2-1

#### Finale

##### T.S.C. Latina - C.C.T. Black&Blue Pisa 2-2
| Massimo Vizzino    | Giancarlo Giulianini | 0-1 |
| Gianluca Carpanese | Alessandro Toni      | 0-1 |
| Marco Lauretti     | Emanuele Cattani     | 3-0 |
| Vito Colomba       | Lorenzo Pinto        | 5-1 |